# عيسى العوام
عيسى العوام غواص عربي مسلم حارب مع القائد الناصر صلاح الدين الأيوبي ضد الصليبيين.

## حياته
يروي قصته القاضي بهاء الدين بن شداد في كتابه (النوادر السلطانية والمحاسن اليوسفية) أيام محنة عكا وأورد قصته أيضا صاحب كتاب: تذكير النفس بحديث القدس ( 1/378 – 379 ) فيقول: «ومن نوادر هذه الوقعة ومحاسنها أن عواماً (( مسلماً )) كان يقال له عيسى ، وكان يدخل إلى البلد – يعني عكا أثناء حصار الفرنج لها – بالكتب والنفقات على وسطه – أي يربطه على وسطه - ليلاً على غرة من العدو ، وكان يعوم ويخرج من الجانب الآخر من مراكب العدو ، وكان ذات ليلة شد على وسطه ثلاثة أكياس ، فيها ألف دينار وكتب للعسكر ، وعام في البحر فجرى عليه من أهلكه ، وأبطأ خبره عنا ، وكانت عادته أنه إذا دخل البلد طار طير عرّفنا بوصوله ، فأبطأ الطير ، فاستشعر الناس هلاكه ، ولما كان بعد أيام بينما الناس على طرف البحر في البلد ، وإذا البحر قد قذف إليهم ميتاً غريقاً ، فافتقدوه – أي تفقدوه - فوجدوه عيسى العوام ، ووجدوا على وسطه الذهب وشمع الكتب ، وكان الذهب نفقة للمجاهدين ، فما رُئي من أدّى الأمانة في حال حياته وقد أدّاها بعد وفاته ، إلا هذا الرجل. وكان ذلك في العشر الأواخر من رجب أيضاً.»

## في الأدب
تم تجسيد شخصية عيسى العوام في السينما في فيلم الناصر صلاح الدين من إنتاج مصر ومن إخراج يوسف شاهين عام 1963، وقام باداء دور عيسى العوام الممثل المصري الراحل صلاح ذو الفقار.

## وصلات خارجية
- البطل المسلم عيسى العوام، صيد الفوائد
- ذكر قصة عيسى العوام، كتاب النوادر السلطانية والمحاسن اليوسفية، القاضي بهاء الدين بن شداد، موقع نداء الإيمان
- نصب تذكاري في ميناء عكا لعيسى العوام الغواص الذي حارب مع صلاح الدين، الفرنسية، مصراوي، 7 أغسطس 2009م
- يوم الجمعة تدشين النصب التذكاري «مرسى عيسى العوام» في ميناء عكا، عرب 48، 5 أغسطس 2009م